# Mark Pavelich
Mark Pavelich (Eveleth, Minnesota, 28. veljače 1958.) je američki hokejaš.
Igračka karijera u hokeju na ledu mu je trajala od 1976. do 1992. godine. Igrao je na položaju napadača (eng. forward-a).
Sveučilišnu karijeru je počeo u hokejaškoj momčadi Universitiy of Dakota - Duluth-u , gdje je igrao od 1976. do 1979. godine. 
Od 1979. do 1980. je bio u američkoj olimpijskoj hokejaškoj momčadi, koja je na Olimpijskim igrama u Lake Placidu osvojila zlatnu medalju.
Nakon tog uspjeha, odlazi igrati u NHL-ligu.
Od 1981. do 1986. godine je igrao u New York Rangersima.
Potom prelazi u Minnesota North Starse, za koje igra 1986/87.
Iduće sezone, 1987/88., je igrao u Italiji, za HC Bolzano.
Uslijedilo je par godina stanke, i 1991/92. godine se vratio u NHL, igravši za San Jose Sharkse.
Hrvatskog je podrijetla. Brat Marty Pavelich se također natjecao u hokeju na ledu.

## Vanjske poveznice
- Legends of hockey Mark Pavelich
- The Internet Hockey Database Mark Pavelich